# San Sperate
San Sperate (sardisk: Santu Sparàu) er en by og en kommune (comune) i provinsen Sud Sardegna i regionen Sardinien i Italien. Byen ligger i 41 meters højde og har 8.312 indbyggere (2016). Kommunen har et areal på 26,24 km² og grænser til kommunerne Assemini, Decimomannu, Monastir, Sestu og Villasor.